# East Wing (Fluggesellschaft)

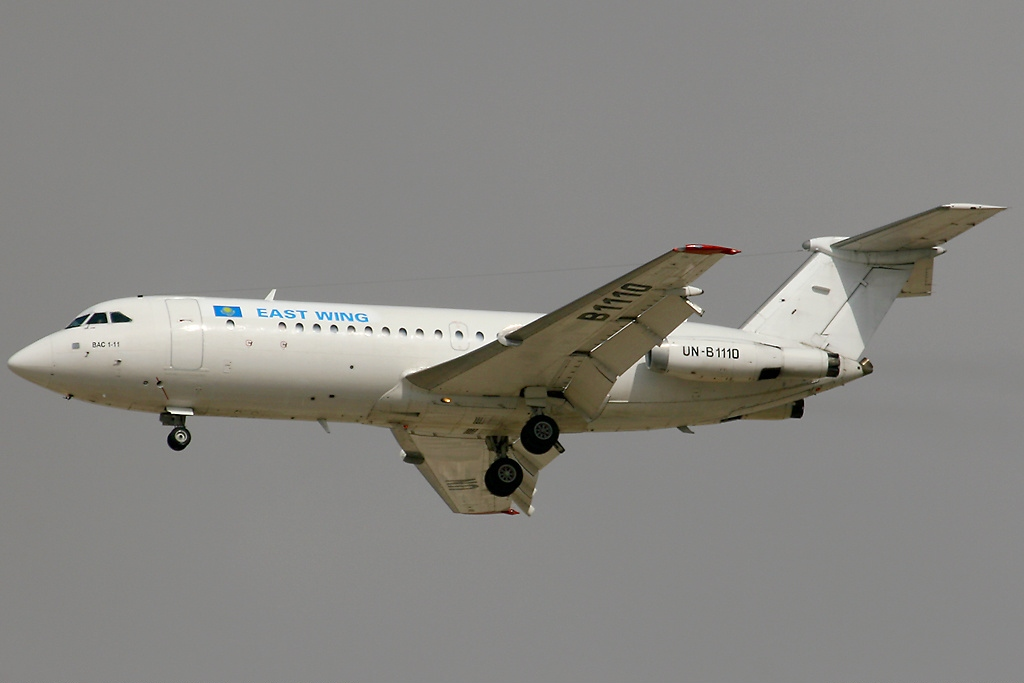
Die BAC 1-11 (Luftfahrzeugkennzeichen UN-B1110) der East Wing

East Wing ist eine kasachische Fluggesellschaft mit Sitz in Schymkent, die 2006 aus der GST Aero hervorging. Sie bietet Charterflüge an und fliegt für das kasachische Gesundheitsministerium Luftrettungen und Repatriierungen.

## Flotte

### Aktuelle Flotte
Mit Stand März 2023 besteht die Flotte der East Wing aus fünf Flugzeugen:
| Flugzeugtyp     | aktiv | inaktiv | Anmerkungen |
| --------------- | ----- | ------- | ----------- |
| Iljuschin Il-76 |       | 2       |             |
| Jakowlew Jak-40 | 3     |         |             |
| Gesamt          | 3     | 2       |             |

### Ehemalige Flugzeugtypen
- Antonow An-12
- Antonow An-26
- BAC 1-11

Zuvor setzte East Wing auch folgende Flugzeugtypen ein:
- Boeing 737-300
- Jakowlew Jak-42 (GST Aero)
- Tupolew Tu-134 (GST Aero)
- Tupolew Tu-154 (GST Aero)

## Zwischenfälle

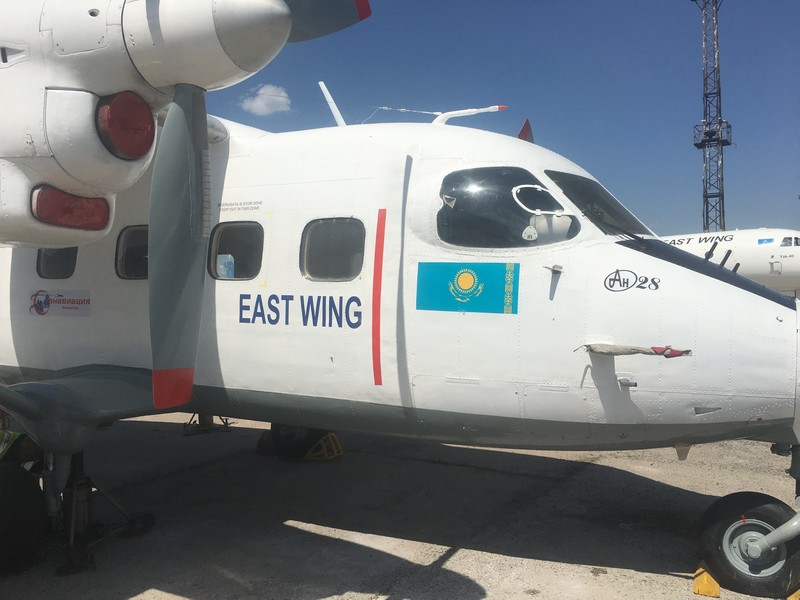
Die verunglückte Antonow An-28 (Luftfahrzeugkennzeichen UP-A2807)

East Wing verzeichnete in ihrer Geschichte zwei schwere Zwischenfälle:
- 2008 musste eine Antonow An-12 (Luftfahrzeugkennzeichen UP-AN208) nach einem Zwischenfall am Flughafen N’Djamena abgeschrieben werden.[5]
- Am 3. Oktober 2017 verunglückte eine von East Wing als Ambulanzflugzeug betriebene Antonow An-28 (Luftfahrzeugkennzeichen UP-A2807) mit fünf Personen an Bord unterwegs von Almaty nach Schymkent. Die An-28 zerschellte am Boden und fing kurz darauf Feuer. Alle fünf Personen starben bei dem Zwischenfall.[6]